# IC 4510
IC 4510 — галактика типу NF (в процесі підтвердження) у сузір'ї Терези.
Цей об'єкт міститься в оригінальній редакції індексного каталогу.